# Райдел Линч
Райдел Мэри Линч (англ. Rydel Mary Lynch) — американская актриса, танцовщица и музыкант. Входит в состав группы R5.

## Ранняя жизнь
Райдел Мария Линч родилась в семье Сторми и Марка Линч. У неё есть четыре брата Райкер, Рокки, Росс и Райланд Линч. Её кузены — Дерек и Джулианна Хаф.

## Карьера
Она дебютировала в воскресенье в Школьном мюзикле как член хора. Она появилась в школе Gyrls как болельщик вместе с братом Райкером. Она появилась в эпизоде телесериала 'Пилот'. В 2009 году, группа R5 была сформирована с братом Райкером, Рокки, Россом и другом семьи Эллингтона и с её младшим братом Райландом как их менеджером. В апреле 2012 года, R5 подписали контракт с Hollywood Records. Они пошли на 10-дневный тур который проходил на Западном побережье. В начале 2013 года, R5 выпустили 4-песню под названием Loud.

Их первый альбом Louder был выпущен 23 сентября 2014 года. Райдел говорила об альбоме: 'Мы хотели, весело закончить альбом'. Райдел была ведущим вокалистом в таких песнях как: «Never»,"Ready Set Rock" и «Love Me Like That».
Летом 2015 года,R5 выпустили музыкальный альбом «Sometime Last Night», где Райдел стала ведущей вокалисткой в песни «Lightning Strikes» эта песня вошла в альбом. Также в песне «Never Be The Same», которая не вошла в альбом.

В 2015 году девушка выпустила мини-книгу о себе, которая носит название «Rydel:Rock your Life». В книге девушка рассказывает о себе, о своих братьях, о своём парне, что любит делать в туре и многое другое. Также во время тура R5 «Sometime Last Night», девушка некоторое время устраивала фан встречи (в связи с выходом журнала «Rydel:Rock your life»), давала автографы, фотографировалась с поклонниками и т.д

## Личная жизнь
Любимый цвет Райдел — розовый. С 2013 года встречалась с её коллегой Эллингтоном Рэтлиффом, но в 2018 пара рассталась. В феврале 2020 бойфренд Райдел, Кэпрон Фанк сделал ей предложение.12 сентября 2020 года состоялась их свадьба. 11 апреля 2021 года у пары родился сын, которого назвали Супер Кэпрон Фанк. 3 февраля 2022 года сообщила о своей второй беременности, пара ожидает девочку в июле. Райдел сообщила о своей третьей беременности в марте 2023 года.

## Фильмография
| Год  |   | Русское название   | Оригинальное название | Роль             |
| ---- | - | ------------------ | --------------------- | ---------------- |
| 2008 | ф | Внеклассный мюзикл | Angel Express         | Участница хора   |
| 2009 | ф |                    | School Gyrls          | Болельщик        |
| 2011 | ф |                    | A Day as Holly's Kids |                  |
| 2012 | с | Балерины           | Bunheads              |                  |
| 2018 | ф | Невероятная юность | Colossal Youth        | Джилл - барменша |